# 日間時段艾美獎
日間时段艾美獎（Daytime Emmy Award）是由美國國家電視藝術與科學研究院授予的美國榮譽，以表彰其在美國白天電視節目製作方面的卓越成就。 儀式通常在五月或六月舉行。
因為艾美獎需要表彰電視產業的不同領域，因此艾美獎就在每年的不同時期舉辦不同領域的年度頒獎儀式。其中備受媒體關注的是黃金時段艾美獎和日間時段艾美獎，它們分別表彰美國電視黃金時段和日間時段的優秀節目。
艾美獎被視為等同於奧斯卡金像獎（電影）、托尼獎（舞台戲劇）和格萊美獎（音樂）的同等電視獎項。

## 資料來源
1. ↑  . Bbc.co.uk. 2007-09-17  [2012-10-13]. （原始内容存档于2015-11-27）.
2. ↑  tv. . Entertainment.uk.msn.com.   [2012-10-13]. （原始内容存档于2008-06-14）.